# Pasteurellaceae
Las Pasteurellaceae son una familia de las proteobacterias, del orden Pasteurellales. Muchos miembros viven como comensales en superficies mucosas de aves y mamíferos, especialmente en el tracto superior respiratorio.

## Familia
La familia incluye varios patógenos de vertebrados, Haemophilus influenzae: esta especie causa severas enfermedades en humanos (no la gripe, como se pensó originalmente) y fue el primer organismo con su genoma secuenciado. Otras Pasteurellaceae humanas causan gingivitis y chancroides, y muchos otros son importantes enfermedades veterinarias.
Como otras Proteobacteria, las Pasteurellaceae son Gram-negativas. Son típicamente rojizas, y anaerobios facultativos. Se distinguen de las Enterobacteriaceae por la presencia de oxidasa, y de otros grupos de bacterias similares por la ausencia de flagelos.
- Datos: Q142666
- Multimedia: Pasteurellaceae / Q142666
- Especies: Pasteurellaceae